# Dipara emersoni
Dipara emersoni är en stekelart som först beskrevs av Girault 1927.  Dipara emersoni ingår i släktet Dipara och familjen puppglanssteklar. Inga underarter finns listade i Catalogue of Life.